# Rathaus Kettwig

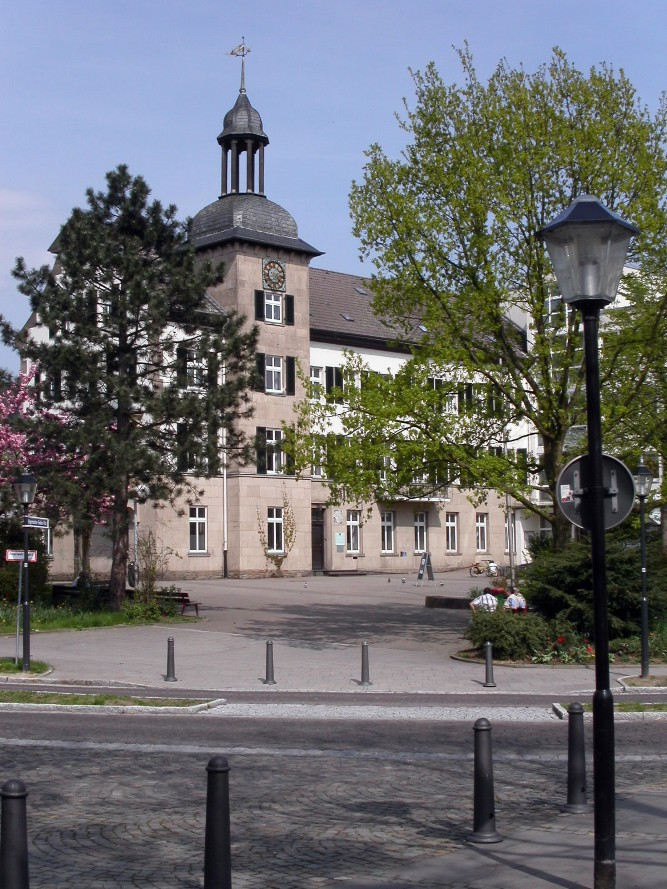
Rathaus Kettwig

Das klassizistische Kettwiger Rathaus befindet sich am Marktplatz von Kettwig, heute ein Stadtteil von Essen.

## Geschichte
Der Altbau des Rathauses wurde als Tuchfabrik Weskott im Jahre 1830 erbaut und 1874 von der 1857 eigenständig gewordenen Stadt Kettwig erworben.
Äußerlich auffällig ist der westliche Giebel, der Turm mit Kunstschmiedeverzierungen sowie das Kettwiger Stadtwappen aus Kalkstein.
Seit der Eingemeindung Kettwigs zur Stadt Essen 1975 ist im alten Gebäude eine Verwaltungsnebenstelle des Bürgeramtes mit Standesamt untergebracht. Im späteren Anbau befindet sich das Stadtmuseum Kettwig.